# میکولا پینچوک
میکولا پینچوک (اوکراینی: Микола Іванович Пінчук؛ زادهٔ ۲۵ ژوئیهٔ ۱۹۴۶) بازیکن فوتبال اهل اتحاد جماهیر شوروی سوسیالیستی است.
از باشگاه‌هایی که در آن بازی کرده‌است می‌توان به باشگاه فوتبال زوریا لوهانسک اشاره کرد.
وی همچنین در تیم ملی فوتبال شوروی بازی کرده‌است.